# Ernest Harmon Air Force Base
Ernest Harmon Air Force Base est une ancienne base de l'United States Air Force située à Stephenville, Terre-Neuve-et-Labrador. La base a été construite par les United States Army Air Forces en 1941 dans le cadre de Destroyers for Bases Agreement avec le Royaume-Uni.
Depuis sa création en 1941 jusqu'au 31 mars 1949, la base était située dans le Dominion de Terre-Neuve. Le 31 mars 1949, le Dominion de Terre-Neuve est admis dans la Confédération canadienne et devient la 10e province du Canada. L'accord permettant l'existence de la base, de 1941 jusqu'à sa fermeture en 1966, lui a permis de fonctionner comme une de facto enclave du territoire des États-Unis au sein , d'abord le Dominion de Terre-Neuve et plus tard le Canada, soumettant le personnel militaire des États-Unis stationné à la base au Uniform Code of Military Justice.

## Description
La base étaient entièrement sous juridiction des États-Unis et étais nommée ""Air force base"" contrairement aux autres bases au Canada nommées Air base. Après l’explosion de la première bombe nucléaire en U.R.S.S en 1949, la guerre froide prend un nouveau tournant. La base fut utilisée surtout pour le ravitaillement des bombardiers lourds à capacité  nucléaire durant la Guerre froide. Plusieurs dizaines de Boeing KC-97 Stratofreighter transcontinentaux  pouvaient être stationnés sur la base en disponibilité pour ravitailler les Boeing B-47 Stratojet mais pas assez rapide pour le Boeing B-52 Stratofortress. Des modifications furent apportées pour augmenter la vitesse afin de régler le problème. Les armes nucléaires furent aussi transbordées sur la base. En 1962, 2 500 personnes de la « Force aérienne des États-Unis » travaillaient à cet endroit.

## Visite d'Elvis Presley
Le 3 mars 1960, alors qu'il revenait de son service militaire, Elvis Presley atterrit sur la base aérienne Ernest Harmon pour un ravitaillement en vol en provenance de Francfort, en Allemagne, et de l'aéroport de Glasgow-Prestwick, en Écosse, vers la base aérienne McGuire à Fort Dix, dans le New Jersey, aux États-Unis. À l'exception de deux concerts en 1957, Elvis n'est jamais revenu au Canada de son vivant.